# アニメ親子劇場
『アニメ親子劇場』（アニメおやこげきじょう）は、テレビ東京ほかで放送されていたテレビアニメである。テレビ東京とタツノコプロの共同製作。全26話。製作局のテレビ東京では、1981年10月9日から1982年3月29日まで放送。

## 概要
現代世界に住む男の子・飛鳥翔とその仲間たちがタイムブックの世界へタイムスリップし、その世界を冒険旅行する物語。彼らが旅するタイムブックの世界は、殆どの回では『旧約聖書』の世界であり、第12話 - 第14話と最終話（第26話）だけが『新約聖書』の世界になっている。
本作の終了後、続いて『トンデラハウスの大冒険』が放送された。こちらは『新約聖書』の世界を舞台にし、本作とは異なる設定とキャラクターで構築されている。その後に放送された『パソコントラベル探偵団』が本作の続編である。
本作と『トンデラハウスの大冒険』・『パソコントラベル探偵団』を合わせた俗称はタツノコ聖書3部作として位置づけられている。

## 登場人物
飛鳥 翔（あすか しょう）
声 - 菅谷政子
主人公。飛鳥博士のひとり息子。ガールフレンドのあずさとゼンマイジカケと一緒にタイムブックで旅をする。イエス・キリストにもタメ口で話す。
大和 あずさ（やまと あずさ）
声 - 三輪勝恵
翔の家の近所に住む、しっかり者でやさしい女の子。翔の言動に時々あきれることもある。
ゼンマイジカケ
声 - 増岡弘
翔の持っていたブリキのおもちゃ。タイムブックの中限定で人格を持ち、言葉を口にする。時々いろいろな機能を使う。
飛鳥博士（あすかはかせ）
声 - 松岡文雄
翔の父親。「学者バカ」と言われるほどに研究熱心で、それゆえに妻に逃げられた。翔には厳しいが、母親がいなくなって悪いと思っている。
タイムブック
声 - 戸谷公次
本。普段は閉じていて開けることができないが、時々光っては翔たちをタイムブックの世界へ連れていってくれる。
神様
声 - 塩見竜介
アダム
声 - 塩屋翼
第1話「アダムとエバ物語」に登場。
エバ
声 - 川島千代子
第1話「アダムとエバ物語」に登場。
サタン
声 - 広瀬正志
第1話「アダムとエバ物語」に登場。
ノア
声 - 矢田稔
第3話「ノアの箱舟物語」に登場。
アブラハム
声 - 宮内幸平
第4話「偉大な父の物語」に登場。
イサク
声 - 松尾佳子
第4話「偉大な父の物語」に登場。
リベカ
声 - 川島千代子
第5話「他国の花嫁物語」に登場。
ヤコブ
声 - 塩屋翼
第6話「ふたごの兄弟物語」に登場。

## スタッフ
- 制作 - 吉田健二（タツノコプロ）
- 企画 - 柳川茂
- 監修 - 島村亀鶴
- 音楽 - 丸山雅仁
- チーフディレクター - 樋口雅一
- キャラクターデザイン[7] - 下元明子、樋口雅一、矢沢則夫、福原悠一
- 作画監督 - 兵頭敬
- 音響監督 - 松浦典良
- 基本設定 - 阿部幸次
- 美術設定 - 大山哲史
- 美術ボード - 石津節子
- プロデューサー - 江津兵太（テレビ東京）、井上明（タツノコプロ）
- 脚本 - 酒井あきよし、藤井裕理子、高山鬼一、高木良子、佐藤和男、三宅直子 他
- 絵コンテ・演出 - 樋口雅一、藤原万秀、矢沢則夫、福原悠一、遠藤克己、石崎すすむ、小熊公晴、小華和ためお、康村正一、山崎和男、藤原良二、吉田健次郎、北里陽、関田修、草遊馬、宗伴夢
- 原画 - 古川達也、上妻晋作、岸義之、富沢雄三、小林勝利、田巻剛、甘粕浩滋 他
- 動画 - 戸倉健二、田島実、山本佳子、高梨実紀子、柳田朝彦、神田郁子、今井正彦、西森真由美 他
- 色指定 - 鈴城留美子
- タイトル - 藤井敬康
- 仕上 - シャフト、ディーン
- 美術担当 - 岡田和夫、野々宮恒男 他
- 背景 - マジックハウス、スタジオ・イースター
- 撮影 - ティ・ニシムラ
- 編集 - 鶴渕友彰
- 音響効果 - 伊藤克己
- 録音 - 整音スタジオ
- 調整 - 大塚晴寿
- 制作デスク - 青木健（プロダクション・ルーズ）
- 制作進行 - 鈴木國生、津村豊、高田薫、豊住政弘 他
- 現像 - 東京現像所
- 助監督 - 吉田健次郎
- 制作協力 - いのちのことば社（番組メイン協賛社）、プロダクション・ルーズ
- 制作担当 - 谷口肇（タツノコプロ）、小森徹（プロダクション・ルーズ）、内間稔、石川清司（以上、読広）
- 製作 - テレビ東京、タツノコプロ

## 主題歌
オープニングテーマ - 「タイムブックの歌」
作詞 - 酒井チエ / 作曲・編曲 - 中村勝彦 / 歌 - 宮内良
エンディングテーマ - 「ゆかいな仲間たち」
作詞 - 酒井チエ / 作曲・編曲 - 中村勝彦 / 歌 - 藤本房子
この2曲を収録したEP盤が、ビクター音楽産業から発売された。「タイムブックの歌」が2019年6月12日に「青春ラジメニア30周年記念アルバム　アニソン縦横無尽～ひねくれの帰還～」にて初CD化

## 各話リスト
| 話数 | 初回放送日      | サブタイトル         | 脚本         | 演出       | 舞台                                           |
| ---- | --------------- | -------------------- | ------------ | ---------- | ---------------------------------------------- |
| 1    | 1981年 10月09日 | アダムとエバ物語     | 酒井あきよし | 吉田健次郎 | 創世記 1章 - 3章                               |
| 2    | 10月16日        | カインとアベル物語   | 酒井あきよし | 関田修     | 創世記 4章                                     |
| 3    | 10月23日        | ノアの箱舟物語       | 高山鬼一     | 石崎すすむ | 創世記 6章 - 9章                               |
| 4    | 10月30日        | 偉大な父の物語       | 藤井裕理子   | 矢沢則夫   | 創世記 17章 - 18章、21章 - 22章                |
| 5    | 11月06日        | 他国の花嫁物語       |              |            | 創世記 24章                                    |
| 6    | 11月13日        | ふたごの兄弟物語     | 高木良子     | 康村正一   | 創世記 25章、27章                              |
| 7    | 11月20日        | エジプト物語         | 高山鬼一     | 藤原良二   | 創世記 37章、39章 - 46章                       |
| 8    | 11月27日        | 奇跡のつえ物語       | 佐藤和男     | 関田修     | 出エジプト記 1章 - 40章                        |
| 9    | 12月04日        | 不思議なラッパ物語   | 三宅直子     | 吉田健次郎 | ヨシュア記 1章 - 6章                           |
| 10   | 12月11日        | 300個のツボ物語      | 高木良子     | 矢沢則夫   | 士師記 6章 - 7章                               |
| 11   | 12月18日        | 怪力物語             | 海老沼三郎   | 吉田健次郎 | 士師記 13章 - 第16章                           |
| 12   | 12月25日        | 馬小屋物語           | 高木良子     | 山崎和男   | マタイ、マルコ、ルカ、ヨハネによる四福音書より |
| 13   | 12月30日        | イエスの奇跡物語     | 三宅直子     | 矢沢則夫   | マタイ、マルコ、ルカ、ヨハネによる四福音書より |
| 14   | 1982年 01月04日 | からっぽの墓物語     | 三宅直子     | 草遊馬     | マタイ、マルコ、ルカ、ヨハネによる四福音書より |
| 15   | 01月11日        | 親孝行物語           | 高山鬼一     | 康村正一   | ルツ記 1章 - 4章                               |
| 16   | 01月18日        | 悪魔の誘惑物語       | 海老沼三郎   | 北里陽     | ヨブ記 1章 - 42章                              |
| 17   | 01月25日        | 鯨にのまれた男の物語 | 高木良子     | 吉田健次郎 | ヨナ書 1章 - 4章                               |
| 18   | 02月01日        | ロバ国王物語         | 海老沼三郎   | 矢沢則夫   | サムエル記上 8章 - 13章                        |
| 19   | 02月08日        | ダビデ王物語         | 川内勉       | 吉田健次郎 | サムエル記上 16章 - 24章                       |
| 20   | 02月15日        | ソロモン王物語       | 三宅直子     | 藤原良二   | 列王記上 1章 - 10章                            |
| 21   | 02月22日        | 預言者エリヤ物語     | 高山鬼一     | 吉田健次郎 | 列王記上 17章 - 18章                           |
| 22   | 03月01日        | 火の戦車物語         | 高山鬼一     | 矢沢則夫   | 列王記下 1章 - 5章                             |
| 23   | 03月08日        | ライオンの穴物語     | 高木良子     | 小熊公晴   | ダニエル書 1章 - 6章                           |
| 24   | 03月15日        | 輝く城壁物語         | 佐藤和男     | 藤原良二   | ネヘミヤ記 1章 - 13章                          |
| 25   | 03月22日        | 美しい王妃の物語     | 森田信子     | 山崎和男   | エステル記 1章 - 10章                          |
| 26   | 03月29日        | 世界の果てまで物語   | 海老沼三郎   | 吉田健次郎 | 使徒行伝 6章 - 28章                            |

## 放送局
放送日時は個別に出典が掲示されてあるものを除き1982年3月終了時点、系列は放送当時のものとする。
| 放送対象地域   | 放送局         | 系列                                         | 放送日時 | 備考                                                      |
| -------------- | -------------- | -------------------------------------------- | --- | --------------------------------------------------------- |
| 関東広域圏     | テレビ東京     | テレビ東京系列                               | 金曜 19:30 - 20:00 （1981年10月9日 - 12月25日） → 月曜 18:00 - 18:30 （1982年1月4日 - 2月22日） → 月曜 17:55 - 18:25 （1982年3月1日 - 3月29日） | 製作局                                                    |
| 北海道         | 札幌テレビ     | 日本テレビ系列                               | 金曜 18:00 - 18:30（1981年10月30日 - 1982年3月26日） → 土曜 18:00 - 18:30（1982年4月3日 - 5月1日）                                              |                                                           |
| 青森県         | 青森放送       | 日本テレビ系列 テレビ朝日系列                | 金曜 17:30 - 18:00 |                                                           |
| 岩手県         | 岩手放送       | TBS系列                                      | 月曜 17:00 - 17:30 | 現・IBC岩手放送。 本放送終了後、1983年 - 1984年頃に放送。 |
| 山形県         | 山形テレビ     | フジテレビ系列                               | 金曜 17:30 - 18:00 |                                                           |
| 宮城県         | 仙台放送       | フジテレビ系列                               | 金曜 16:30 - 17:00 |                                                           |
| 福島県         | 福島テレビ     | TBS系列 フジテレビ系列                       | 火曜 16:50 - 17:20 |                                                           |
| 新潟県         | テレビ新潟     | 日本テレビ系列                               | 月曜 18:00 - 18:30 |                                                           |
| 長野県         | 長野放送       | フジテレビ系列                               | 金曜 17:30 - 18:00 |                                                           |
| 静岡県         | テレビ静岡     | フジテレビ系列                               | 金曜 16:30 - 17:00 |                                                           |
| 富山県         | 富山テレビ     | フジテレビ系列                               | 金曜 17:20 - 17:50 |                                                           |
| 石川県         | 石川テレビ     | フジテレビ系列                               | 土曜 16:30 - 17:00 |                                                           |
| 福井県         | 福井テレビ     | フジテレビ系列                               | 金曜 17:25 - 17:55 |                                                           |
| 中京広域圏     | 東海テレビ     | フジテレビ系列                               | 金曜 7:30 - 8:00 |                                                           |
| 大阪府         | テレビ大阪     | テレビ東京系列                               | 月曜 17:55 - 18:25 | 第22話から放送。                                          |
| 京都府         | KBS京都        | 全国独立放送協議会\|独立局                   | 火曜 18:30 - 19:00 |                                                           |
| 兵庫県         | サンテレビ     | 全国独立放送協議会\|独立局                   | 火曜 18:30 - 19:00 |                                                           |
| 和歌山県       | テレビ和歌山   | 全国独立放送協議会\|独立局                   | 木曜 19:00 - 19:30 |                                                           |
| 島根県・鳥取県 | 山陰中央テレビ | フジテレビ系列                               | 月曜 17:00 - 17:30 |                                                           |
| 岡山県・香川県 | 岡山放送       | フジテレビ系列                               | 金曜 17:30 - 18:00 |                                                           |
| 広島県         | テレビ新広島   | フジテレビ系列                               | 月曜 16:30 - 17:00 |                                                           |
| 山口県         | テレビ山口     | TBS系列 フジテレビ系列                       | 土曜 16:30 - 17:00 |                                                           |
| 愛媛県         | 愛媛放送       | フジテレビ系列                               | 水曜 17:25 - 17:55 | 現・テレビ愛媛。                                          |
| 福岡県         | テレビ西日本   | フジテレビ系列                               | 土曜 7:30 - 8:00 |                                                           |
| 佐賀県         | サガテレビ     | フジテレビ系列                               | 金曜 17:30 - 18:00 |                                                           |
| 長崎県         | テレビ長崎     | フジテレビ系列 日本テレビ系列                | 火曜 17:30 - 18:00 |                                                           |
| 熊本県         | テレビ熊本     | フジテレビ系列 日本テレビ系列 テレビ朝日系列 | 水曜 17:00 - 17:30 | 1981年10月21日 - 1982年4月21日。                          |
| 宮崎県         | 宮崎放送       | TBS系列                                      | 金曜 16:55 - 17:25 | 本放送終了後、1983年 - 1984年頃に放送。                   |
| 沖縄県         | 沖縄テレビ     | フジテレビ系列                               | 月曜 17:30 - 18:00 | 本放送終了後、1983年 - 1984年頃に放送。                   |

## リメイク
2011年にアメリカで『スーパーブック』という題名でCGアニメーションによるリメイク版が製作され、クリスチャン・ブロードキャスティング・ネットワーク（CBN）にて放送された。
シーズン1は2018年10月から同年12月末にかけてTOKYO MX・サンテレビジョンにて全13話が放送された。サンテレビジョンでは土曜日6:00～6:30に放送された。BS11ではクリスマス特別放送の一話のみが放送された。
シーズン2は2019年4月から同年6月にかけてTOKYO MX・サンテレビジョンにて全13話が放送された。サンテレビジョンでは金曜日7:00～7:30に放送された。BS11ではイースター特別放送の一話のみが放送された。
シーズン3は2020年10月からTOKYO MX・三重テレビ・びわ湖放送・KBS京都にて放送中。BS11ではクリスマス特別放送の一話のみ放送予定。
シーズン4は2022年4月からTOKYO MX・三重テレビ・福島放送で放送。
- 主な登場人物

スーパーブック
日本語版の声 - 広田みのる
不思議な機械。毎回どこからともなく飛んできてクリスたちを聖書の世界に連れていく。
クリス
日本語版の声 - 瀬上達也
科学者クアンタム教授とフィービーの息子。失敗や面倒な事をいつも起こしてしまうトラブルメーカー。すると必ずスーパーブックが現れて、ロビックやジョイと一緒に聖書の世界に連れて行かれてしまう。そこで出会った聖書の人物から大切なことを学ぶと、現在に帰ってきて、ちゃんと教えられたことを実行する素直な面も持つ少年。ギターやスケボーは一流の腕前。
ジョイ
日本語版の声 - 味里
クリスの友人。バレービュー・ミドルスクールのクラスメイト。しっかりもののジョイだが、いつもクリスが起こすトラブルに巻き込まれて、聖書の世界へ。クリスが聖書の人物から、何かを学べるように一緒に考えてくれる頼りになる女の子。 12話で泥棒の少年を赦そうとするやさしい面を見せて、さらに好感度がアップした。スポーツ万能。
ロビック
日本語版の声 - 山崎佑美
クアンタム教授が子供であるクリスやジョイを守るために作った赤い高性能万能ロボットだが、反対に2人に守ってもらっている。スーパーブックでタイムトリップするよりも、ラボでアップグレードしてくれるのが本当は好き。内部にはあらゆるツールや機能を搭載しており、その変形能力を駆使して問題を解決する。

### 各話リスト
| 話数       | 日本での初放送日 | サブタイトル                                       |
| シーズン1  | シーズン1        | シーズン1                                          |
| ---------- | ---------------- | -------------------------------------------------- |
| EPISODE 1  | 2018年 10月06日  | だましたのは誰?～天地創造の物語～                  |
| EPISODE 2  | 10月13日         | 生けにえは息子～アブラハムの試練!～                |
| EPISODE 3  | 10月20日         | 長男VS次男一番争い～ヤコブとエサウ～               |
| EPISODE 4  | 10月27日         | モーセよ、立ち上がれ～エジプト大脱出作戦～         |
| EPISODE 5  | 11月03日         | 金の子牛か神の約束か～十戒物語～                   |
| EPISODE 6  | 11月10日         | 一撃石なげ!～少年ダビデ対巨人ゴリヤテ～            |
| EPISODE 7  | 11月17日         | ダニエル 勇気の物語!～人間VSライオン?～            |
| EPISODE 8  | 11月24日         | 最高のプレゼントをゲット?～はじめてのクリスマス!～ |
| EPISODE 9  | 12月01日         | トリックじゃないさ、ミラクルさ!～イエス様の奇跡!～ |
| EPISODE 10 | 12月08日         | 君の足を洗わせて!～イエス様 最後の晩餐～           |
| EPISODE 11 | 12月15日         | 死なないで、イエス様!～十字架と復活の物語～        |
| EPISODE 12 | 12月22日         | 目からウロコ?～いじわる男サウロの決心!～           |
| EPISODE 13 | 12月29日         | 地球最後の日!～ぼくらの黙示録～                    |
| シーズン2  |                  |                                                    |
| EPISODE 1  | 2019年 04月05日  | 嘆きのヨナ〜魚に食べられた男～                     |
| EPISODE 2  | 04月12日         | 売られたヨセフ〜エジプト王の夢を解け!～            |
| EPISODE 3  | 04月19日         | 炎の中の3人〜4人目は誰?～                          |
| EPISODE 4  | 04月26日         | 崩れたエリコの城壁〜ラハブの決心～                 |
| EPISODE 5  | 05月03日         | 王妃エステル〜この時のために…～                    |
| EPISODE 6  | 05月10日         | バプテスマのヨハネ〜荒野で叫ぶ声となれ!～          |
| EPISODE 7  | 05月17日         | 恐れるな!パウロ〜たとえ船がこなごなになっても～    |
| EPISODE 8  | 05月24日         | ヨブと3人の友人〜どうしてこんな目に～              |
| EPISODE 9  | 05月31日         | ノアの箱船〜新たな世界はどこにある?～              |
| EPISODE 10 | 06月07日         | 臆病な勇士ギデオン〜300人でも勝てるの?～           |
| EPISODE 11 | 06月14日         | 泣いたペテロ〜イエス様、あなたを愛します～         |
| EPISODE 12 | 06月21日         | 放蕩息子〜まじめ兄さんと家出した弟～               |
| EPISODE 13 | 06月28日         | エリヤの戦い〜偽預言者450人との対決～              |
| シーズン3  |                  |                                                    |
| EPISODE 1  | 2020年 10月04日  | 落ち穂拾いのルツ～愛する者のために～               |
| EPISODE 2  | 10月11日         | バベルの塔とペンテコステ～言葉が通じない?!～       |
| EPISODE 3  | 10月18日         | バプテスマのヨハネの誕生～神の計画は想定外?!～     |
| EPISODE 4  | 10月25日         | イサクの結婚～めぐり会えた2人～                    |
| EPISODE 5  | 11月01日         | ナアマンと少女～ヨルダン川の奇跡～                 |
| EPISODE 6  | 11月08日         | 預言者サムエル～神に選ばれた少年～                 |
| EPISODE 7  | 11月15日         | ダビデとサウル王～やられたらやり返す?!～           |
| EPISODE 8  | 11月22日         | ネヘミヤ～やり通す力～                             |
| EPISODE 9  | 11月29日         | 預言者エリシャ～思いやりが大切?～                  |
| EPISODE 10 | 12月06日         | ラザロよ出てきなさい～イエス様の叫び～             |
| EPISODE 11 | 12月13日         | ソロモン王～神が与えた知恵～                       |
| EPISODE 12 | 12月20日         | ネブカドネザル王の夢～全てを見通すのは誰?～        |
| EPISODE 13 | 12月27日         | 親切なサマリヤ人～困った人に出会ったら～           |
| シーズン4  |                  |                                                    |
| EPISODE 1  | 2022年 04月03日  | 奇跡の時～ぶどう酒とパンと魚と～                   |
| EPISODE 2  | 04月10日         | 仲良くなんてしない!～ユダヤのおきて～              |
| EPISODE 3  | 04月17日         | パウロとシラス～牢獄に響く、喜びの歌～             |
| EPISODE 4  | 04月24日         | ソロモンの神殿～神様の計画とは?～                  |
| EPISODE 5  | 05月01日         | ペテロ救出大作戦!～天使の導き～                    |
| EPISODE 6  | 05月08日         | クリスマスがやってきた～心の目を開いて～           |
| EPISODE 7  | 05月15日         | ヨシュアとカレブ～主に従った男たち～               |
| EPISODE 8  | 05月22日         | 預言者エリヤの旅～カラスが運ぶパン～               |
| EPISODE 9  | 05月29日         | 祈り方を教えて～主の祈り～                         |
| EPISODE 10 | 06月05日         | 預言者エレミヤ～神様の言うとおりに～               |
| EPISODE 11 | 06月12日         | 荒野のイエス～誘惑に負けるな～                     |
| EPISODE 12 | 06月19日         | パウロとバルナバ～世界中に出ていこう～             |
| EPISODE 13 | 06月26日         | ピリポ～魔術師シモンとエチオピア人～               |
| シーズン5  |                  |                                                    |
| EPISODE 1  | 2023年 10月01日  | モーセの誕生 ～神様のご計画はすべての人に～        |
| EPISODE 2  | 10月08日         | ニコデモの秘密の訪問 ～エルサレムの奇跡～          |

| 放送期間                 | 放送時間         | 放送局     | 対象地域 | 備考 |
| ------------------------ | ---------------- | ---------- | -------- | ---- |
| 2018年10月6日 - 12月29日 | 土曜 6:00 - 6:30 | サンテレビ | 兵庫県   |      |
| 2018年10月7日 - 12月30日 | 日曜 8:30 - 9:00 | TOKYO MX   | 東京都   |      |

| 放送期間               | 放送時間         | 放送局     | 対象地域 | 備考 |
| ---------------------- | ---------------- | ---------- | -------- | ---- |
| 2019年4月5日 - 6月28日 | 金曜 7:00 - 7:30 | サンテレビ | 兵庫県   |      |
| 2019年4月7日 - 6月30日 | 日曜 7:00 - 7:30 | TOKYO MX   | 東京都   |      |

| 放送期間                 | 放送時間           | 放送局     | 対象地域 | 備考 |
| ------------------------ | ------------------ | ---------- | -------- | ---- |
| 2020年10月3日 - 12月26日 | 土曜 10:30 - 11:00 | びわ湖放送 | 滋賀県   |      |
| 2020年10月4日 - 12月27日 | 土曜 6:00 - 6:30   | 三重テレビ | 三重県   |      |
|                          | 日曜 8:00 - 8:30   | TOKYO MX   | 東京都   |      |
|                          | 日曜 16:00 - 16:30 | KBS京都    | 京都府   |      |

| 放送期間               | 放送時間         | 放送局     | 対象地域 | 備考 |
| ---------------------- | ---------------- | ---------- | -------- | ---- |
| 2022年4月2日 - 6月25日 | 土曜 5:15 - 5:45 | 福島放送   | 福島県   |      |
| 2022年4月3日 - 6月26日 | 日曜 7:00 - 7:30 | 三重テレビ | 三重県   |      |
|                        | 日曜 8:00 - 8:30 | TOKYO MX   | 東京都   |      |

| 放送期間        | 放送時間           | 放送局       | 対象地域 | 備考                       |
| --------------- | ------------------ | ------------ | -------- | -------------------------- |
| 2023年9月30日 - | 土曜 7:30 - 8:00   | とちぎテレビ | 栃木県   |                            |
|                 | 土曜 9:30 - 10:00  | びわ湖放送   | 滋賀県   |                            |
| 2023年10月1日 - | 日曜 7:00 - 7:30   | 三重テレビ   | 東京都   | 第2話のみ8:30 - 9:00に放送 |
|                 | 日曜 7:30 - 8:00   | 群馬テレビ   | 群馬県   |                            |
|                 | 日曜 8:00 - 8:30   | TOKYO MX     | 東京都   | 初回は9:30 - 10:00に放送   |
|                 | 日曜 16:00 - 16:30 | KBS京都      | 京都府   |                            |